# Paul Velleman
Paul Velleman is een Nederlands Officier van Justitie in Amsterdam en tevens lid van de overheidsinstantie Landelijk Expertise Centrum Discriminatie (LECD).

## Loopbaan
Velleman is als Officier van Justitie betrokken bij verschillende zaken, die het landelijk nieuws halen, onder andere bij de zaak Gretta Duisenberg. Bij deze zaak oordeelde hij dat er geen aanleiding was om tot vervolging over te gaan, omdat Duisenberg niet had "aangezet tot discriminatie of haat". Hij noemde de uitspraak echter wel krenkend en kwetsend voor joden.
Ook was Velleman degene die adviseerde om het bestuur van de El Tawheed moskee in Amsterdam niet strafrechtelijk te vervolgen voor het verspreiden van islam-boeken die zouden oproepen tot mishandeling en discriminatie van homoseksuelen en vrouwen. Verder speelde hij een prominente rol bij de arrestatie van Gregorius Nekschot. Hierin had hij een dubbelrol. Hij onderzocht de zaak als lid van het LECD en tevens gaf hij de opdracht tot arrestatie als Officier van Justitie. Ook de politiek roerde zich in de zaak Gregorius Nekschot. De PvdA nam de zaak hoog op, SP en D66 noemden de aanhouding buiten proportie; de VVD sprak van een vreemde gang van zaken en de PVV vond de aanhouding ongehoord en beschuldigde het OM van dictatoriale trekjes.

## Werken
- Handboek Discriminatie, G. Dankers en P. Velleman, LECD, arrondissementsparket Amsterdam, 2005.